# Constante lógica
En lógica, una constante lógica es una expresión que cuya presencia y posición determina la forma lógica de una proposición, y por extensión la validez o invalidez de los argumentos.
Dentro de un lenguaje formal con una semántica formal, una constante lógica es una expresión cuyo significado no varía con cada interpretación.

## Ejemplos de constantes lógicas

### Conectivas
Considérese el siguiente argumento:
1. O es de día o es de noche.
2. No es de día.
3. Por lo tanto, es de noche.

Intuitivamente, este es un argumento válido. En efecto, si las premisas son verdaderas, entonces la conclusión también debe serlo. ¿Pero a qué se debe la validez de este argumento? ¿Acaso al significado de «es de día» y «es de noche»? No puede ser, porque si cambiamos esas expresiones por otras, el argumento siempre permanece válido. Por ejemplo:
1. O soy el Papa o puedo volar
2. No soy el Papa.
3. Por lo tanto, puedo volar.

Aunque ridículo, este argumento continúa siendo válido: si las premisas fueran verdaderas, entonces la conclusión también lo sería. De modo que la validez no dependía de las expresiones «es de día» y «es de noche». En cambio, parece que depende de la presencia y posición de las expresiones «o» y «no». Si se quita o se cambia alguna de ellas, el argumento puede dejar de ser válido. Por ejemplo:
1. O es de día o es de noche.
2. Es de día.
3. Por lo tanto, es de noche.

De modo que la validez del argumento dependía de la presencia y posición de las expresiones «o» y «no». Esto las califica como constantes lógicas. Consideremos ahora algunos otros argumentos:
| 1. Si está soleado, entonces es de día. 2. Está soleado. 3. Por lo tanto, es de día. | 1. Ni es lunes ni es martes ni es miércoles. 2. Por lo tanto, no es lunes. | 1. Es tarde y hace frío. 2. Por lo tanto, hace frío. |

Aunque aburridos, estos ejemplos revelan que además de las expresiones «o» y «no», la validez de algunos argumentos puede depender de las expresiones «si... entonces», «ni» e «y». A estas y otras pocas expresiones se las conoce como conectivas lógicas (porque conectan oraciones, como «está lloviendo» y «hace frío»). Las conectivas lógicas explican la validez de una gran variedad de argumentos, y su estudio corresponde a la lógica proposicional.

### Cuantificadores
Considérese ahora el siguiente argumento:
1. Algunos hombres son matemáticos.
2. Todos los matemáticos son racionales.
3. Por lo tanto, algunos hombres son racionales.

Intuitivamente, este argumento resulta válido: si las premisas son verdaderas, entonces la conclusión también debe serlo. Como antes, se puede pensar que su validez se debe a las expresiones como «hombres», «matemáticos» y «racionales», pero si se las reemplaza por otras, el argumento siempre permanece válido:
1. Algunos minerales son animales.
2. Todos los animales son hexagonales.
3. Por lo tanto, algunos minerales son hexagonales.

De modo que la validez del argumento no depende de estas expresiones. En cambio, parece que depende de las expresiones «todos» y «algunos». Si se quita o cambia alguna de éstas, el argumento puede dejar de ser válido. Por ejemplo:
1. Algunos hombres son matemáticos.
2. Todos los matemáticos son racionales.
3. Por lo tanto, todos los hombres son racionales.

Esto significa que las expresiones «todos» y «algunos» tienen las características que las califican como constantes lógicas. A estas y unas pocas expresiones más se las llama cuantificadores (porque indican la cantidad de entidades con una determinada propiedad). El estudio de esta clase de constantes lógicas le corresponde a la lógica de predicados.

### Operadores modales
Los operadores modales son constantes lógicas que se caracterizan por calificar el valor de verdad de las proposiciones. Por ejemplo, considérese la proposición "Ana siempre está cansada". En esta proposición, la expresión "siempre" califica la verdad de la proposición más simple "Ana está cansada", como una verdad que se sostiene en todo momento. La expresión "siempre" es por lo tanto un operador modal. Considérese ahora el siguiente argumento:
1. Si Ana está cansada, entonces no estudia.
2. Ana siempre está cansada.
3. Por lo tanto, Ana nunca estudia.

La validez de este argumento depende no sólo de la conectiva "si... entonces", sino también del significado de las constantes lógicas "siempre" y "nunca". Como se muestra a continuación, el ejemplo de Ana puede cambiarse por otro, y el argumento aún permanecer válido:
1. Si está lloviendo, entonces no voy al cine.
2. Siempre está lloviendo.
3. Por lo tanto, nunca voy al cine.

Pero si se cambian el orden de las expresiones "siempre" y "nunca", el argumento deja de ser válido:
1. Si está lloviendo, entonces no voy al cine.
2. Nunca está lloviendo.
3. Por lo tanto, siempre voy al cine.

Este argumento no es válido porque la primera premisa no dice que cuando no llueve, voy al cine, sino que cuando llueve, no voy al cine. Por lo tanto, el que nunca llueva no implica que siempre vaya al cine. El error es semejante al de la falacia de afirmación del consecuente.
Esto parece mostrar que los operadores modales "siempre" y "nunca" son constantes lógicas, y como ellos existen muchos otros. Los distintos tipos de operadores modales se agrupan por similitudes y cada grupo es estudiado por una lógica modal diferente. Por ejemplo, los operadores modales "siempre" y "nunca" se agrupan juntos porque califican el valor de verdad de las proposiciones en relación con el tiempo (verdaderas en todo momento o en ningún momento, respectivamente), y ambos son estudiados por la lógica temporal. A continuación hay una tabla con algunos operadores modales importantes y las lógicas que los estudian:
| Operador modal | Ejemplo de uso en el lenguaje natural                 | Símbolo                   | Lógica que lo estudia |
| -------------- | ----------------------------------------------------- | ------------------------- | --------------------- |
| Necesidad      | Es necesario que amanezca.                            | {\displaystyle \Box }     | Lógica modal          |
| Posibilidad    | Es posible que llueva.                                | {\displaystyle \Diamond } | Lógica modal          |
| Siempre        | Siempre es lunes.                                     |                           | Lógica temporal       |
| Nunca          | Nunca es viernes.                                     |                           | Lógica temporal       |
| Obligatoriedad | Es obligatorio que los gobiernos ayuden a los pobres. | {\displaystyle O\,}       | Lógica deóntica       |
| Permisibilidad | Es permisible que los ricos ayuden a los pobres.      | {\displaystyle P\,}       | Lógica deóntica       |

## Criterio
Aunque los ejemplos de constantes lógicas mencionados en la sección anterior despiertan poca controversia (especialmente las conectivas y los cuantificadores), existen otros casos en donde no está tan claro si una expresión debe ser considerada una constante lógica o no. Por ejemplo, existe debate sobre si la relación de identidad, la relación de pertenencia en la teoría de conjuntos, o el predicado de verdad deben ser considerados constantes lógicas. Para resolver estas cuestiones, se han propuesto varios criterios para decidir cuándo una expresión es una constante lógica y cuándo no.

## Historia
En los siglos XIII y XIV, lógicos medievales como Guillermo de Shyreswood y Alberto de Sajonia trabajaron las nociones de categorema y sincategorema, que originalmente habían sido introducidas por los estóicos. Los categoremas eran términos caracterizados por tener un objeto como su significado, como «Pedro» y «rojo», mientras que los sincategoremas eran términos caracterizados por no tener un objeto como su significado, como «no», «o», «y», «algunos» y «todos». Los lógicos medievales reconocieron que al agregar o intercambiar sincategoremas en una oración, se la modifica lógicamente. Así resulta claro que la noción de sincategorema fue un antecedente a la noción moderna de constante lógica.
La palabra sincategorema viene del latín medieval syncategorema, y este del griego συνκατηγορημα, habiéndose entonces usado por error el prefijo griego συν, que significa 'junto' o 'unión', como si fuera sinónimo del latino sine, que significa 'sin'. Originalmente, por lo tanto, sincategorema significaba algo así como 'unión de categoremas'.